# Lijst van computerspellen ontwikkeld in Nederland
Dit is een Lijst van computerspellen die zijn ontwikkeld in Nederland. De lijst is sorteerbaar op speltitel, platform, publicatiedatum en ontwikkelaar. De lijst bevat geen serious games.
| Titel                                     | Platform                                                                                           | Jaar | Ontwikkelaar                                     |
| ----------------------------------------- | -------------------------------------------------------------------------------------------------- | ---- | ------------------------------------------------ |
| In den Beginne                            | Commodore 64                                                                                       | 1984 | Radarsoft                                        |
| De Steen Der Wijzen                       | Commodore 64                                                                                       | 1984 | Radarsoft                                        |
| Tijdreiziger                              | Commodore 64                                                                                       | 1984 | Radarsoft                                        |
| Space Mates                               | Commodore 64                                                                                       | 1984 | Radarsoft                                        |
| Snoopy                                    | Commodore 64                                                                                       | 1984 | Radarsoft                                        |
| De Sekte                                  | Commodore 64                                                                                       | 1985 | Radarsoft                                        |
| Eindeloos (aka Endless)                   | Commodore 64                                                                                       | 1985 | Radarsoft                                        |
| Dr.J                                      | Commodore 64                                                                                       | 1985 | Radarsoft                                        |
| Hollanditis                               | Commodore 64                                                                                       | 1985 | Radarsoft                                        |
| Oh Shit! (aka Oh No!)                     | MSX                                                                                                | 1985 | Aackosoft                                        |
| Boom!                                     | MSX                                                                                                | 1985 | Aackosoft                                        |
| North Sea Helicopter                      | MSX                                                                                                | 1985 | Aackosoft                                        |
| Ultra Chess                               | MSX                                                                                                | 1985 | Aackosoft                                        |
| Jet Bomber                                | MSX                                                                                                | 1985 | Aackosoft                                        |
| Brainsport                                | ZX Spectrum                                                                                        | 1986 | Banzai Programming                               |
| Fraxxon                                   | Philips P2000                                                                                      | 1986 | LBK Production                                   |
| Hopper                                    | MSX                                                                                                | 1986 | Eaglesoft (Aackosoft)                            |
| Hopeloos (aka Hopeless)                   | Commodore 64                                                                                       | 1986 | Radarsoft                                        |
| Balletje Balletje                         | Commodore 64                                                                                       | 1986 | Radarsoft                                        |
| Revolverheld                              | Commodore 64                                                                                       | 1986 | Radarsoft                                        |
| Noach 3000                                | Commodore 64                                                                                       | 1986 | Radarsoft                                        |
| Topless                                   | Commodore 64                                                                                       | 1986 | Radarsoft                                        |
| Sprinter (aka The Train Game)             | MSX                                                                                                | 1986 | The ByteBusters (Aackosoft)                      |
| Smack Wacker (aka Mr. Jaws)               | MSX                                                                                                | 1986 | The ByteBusters (Aackosoft)                      |
| Balletje De Luxe                          | Commodore 64                                                                                       | 1987 | Radarsoft                                        |
| Zone 7 part II                            | Commodore 64                                                                                       | 1987 | Radarsoft                                        |
| Bouncer                                   | Amiga                                                                                              | 1987 | Reinier van Vliet, Thijs van Rijswijk            |
| Ragnov                                    | Amiga                                                                                              | 1988 | Soft Eyes / Team Hoi                             |
| Topfruitmachine                           | ZX Spectrum                                                                                        | 1988 | Banzai Programming                               |
| Iceball                                   | Amiga                                                                                              | 1988 | Reinier van Vliet, Thijs van Rijswijk            |
| Ball Raider II                            | Amiga                                                                                              | 1988 | Reinier van Vliet, Thijs van Rijswijk            |
| Skooter                                   | MSX                                                                                                | 1988 | The ByteBusters (Aackosoft)                      |
| Horror Hotel                              | MS-DOS                                                                                             | 1988 | Radarsoft                                        |
| Hawkeye                                   | Amiga, Atari ST, Commodore 64                                                                      | 1988 | Boys without Brains                              |
| Block-Dizzy                               | ZX Spectrum                                                                                        | 1989 | Banzai Programming                               |
| Venom Wing                                | Amiga                                                                                              | 1990 | Soft Eyes / Team Hoi                             |
| Flimbo's Quest                            | Amiga, Commodore 64                                                                                | 1990 | Euphoria                                         |
| Tornado ECR                               | ZX Spectrum                                                                                        | 1991 | Banzai Programming                               |
| Lost in Amsterdam                         | MS-DOS                                                                                             | 1992 | Radarsoft                                        |
| Tangram                                   | Cd-i                                                                                               | 1992 | EagleVision Interactive                          |
| Borobodur                                 | Amiga                                                                                              | 1992 | Soft Eyes / Team Hoi                             |
| Hoi                                       | Amiga                                                                                              | 1992 | Team Hoi                                         |
| Cognition                                 | Amiga                                                                                              | 1993 | Team Hoi                                         |
| Steel Machine                             | Cd-i                                                                                               | 1993 | The Vision Factory                               |
| Alien Gate                                | Cd-i                                                                                               | 1993 | The Vision Factory                               |
| Disposable Hero                           | Amiga                                                                                              | 1993 | Euphoria                                         |
| Eggbert in Eggciting Adventure            | MSX                                                                                                | 1994 | Fony                                             |
| Clockwiser                                | MS-DOS, Amiga, Amiga CD32, Android (2010), iOS (2014)                                              | 1994 | Team Hoi                                         |
| Lingo                                     | Cd-i                                                                                               | 1994 | The Vision Factory                               |
| Christmas Crisis                          | Cd-i                                                                                               | 1994 | DIMA                                             |
| Dimo's Quest                              | Cd-i                                                                                               | 1994 | The Vision Factory                               |
| Jazz Jackrabbit                           | MS-DOS                                                                                             | 1994 | Arjan Brussee/Orange Games                       |
| The Apprentice                            | Cd-i                                                                                               | 1994 | The Vision Factory                               |
| Coala                                     | Amiga                                                                                              | 1995 | Bitfusion                                        |
| Dream Prisoner                            | MS-DOS                                                                                             | 1995 | Procurion 9                                      |
| Yogho! Yogho!                             | MS-DOS                                                                                             | 1995 | Euphoria                                         |
| Family Games                              | Cd-i                                                                                               | 1995 | DIMA                                             |
| Family Games II: Junk Food Jive           | Cd-i                                                                                               | 1995 | DIMA                                             |
| Christmas Country                         | Cd-i                                                                                               | 1995 | Alex van Oostenrijk, Alex Lentjes                |
| Super Worms                               | MS-DOS                                                                                             | 1995 | Wiering Software                                 |
| Uncover featuring Tatjana                 | Cd-i, Windows                                                                                      | 1996 | The Vision Factory                               |
| Lucky Luke: The Video Game                | Cd-i                                                                                               | 1996 | The Vision Factory                               |
| Charlie de Eend (Charlie the Duck)        | MS-DOS                                                                                             | 1996 | Wiering Software                                 |
| De Zaak van Sam                           | Cd-i                                                                                               | 1997 | NOB Interactive, HUB                             |
| Moon Child                                | Windows, iOS (2012), macOS (2018)                                                                  | 1997 | Team Hoi                                         |
| Meesters van Macht                        | Windows                                                                                            | 1997 | IJsfontein                                       |
| A2 Racer                                  | Windows                                                                                            | 1997 | Davilex Games                                    |
| Red Cat-series                            | Windows                                                                                            | 1997 | Davilex Games                                    |
| Tetsuo Gaiden                             | Cd-i                                                                                               | 1997 | Creative Multimedia/DIMA                         |
| Whack-a-Bubble                            | Cd-i                                                                                               | 1997 | Creative Multimedia/DIMA                         |
| Accelerator                               | Cd-i                                                                                               | 1997 | The Vision Factory                               |
| Golden Oldies I: Guardian & Invaders      | Cd-i                                                                                               | 1997 | The Vision Factory                               |
| Golden Oldies II: Blockbuster & Bughunt   | Cd-i                                                                                               | 1997 | The Vision Factory                               |
| Zenith                                    | Cd-i                                                                                               | 1997 | Radarsoft                                        |
| Brand Slakkenrace                         | Windows                                                                                            | 1998 | Team Hoi / Jaytown                               |
| Sint Nicolaas                             | MS-DOS                                                                                             | 1998 | Wiering Software                                 |
| The Lost Ride                             | Cd-i                                                                                               | 1998 | Lost Boys Games                                  |
| A2 Racer II                               | Windows                                                                                            | 1998 | Davilex Games                                    |
| Dodgem Arena                              | PlayStation                                                                                        | 1998 | Lost Boys Games                                  |
| WK '98 Voetbal Avontuur                   | Windows                                                                                            | 1998 | Davilex Games                                    |
| Age of Wonders                            | Windows                                                                                            | 1999 | Triumph Studios                                  |
| Jazz Jackrabbit 2                         | Windows                                                                                            | 1999 | Orange Games                                     |
| London Racer                              | PlayStation                                                                                        | 1999 | Davilex Games                                    |
| Moorhuhn / Crazy Chicken                  | Windows                                                                                            | 1999 | Witan Entertainment                              |
| Grachtenracer                             | Windows                                                                                            | 2000 | Davilex Games                                    |
| Amsterdoom                                | Windows                                                                                            | 2000 | Davilex Games                                    |
| Rhino Rumble                              | Game Boy Color                                                                                     | 2000 | Lost Boys Games                                  |
| Big Brother The Game                      | Windows                                                                                            | 2000 | Lost Boys Games                                  |
| Hooligans: Storm Over Europe              | Windows                                                                                            | 2000 | DarXabre                                         |
| A2 Racer III Europa Tour                  | Windows                                                                                            | 2000 | Davilex Games                                    |
| Vakantie Racer                            | Windows                                                                                            | 2000 | Davilex Games                                    |
| Miami Powerboat Racer                     | Windows                                                                                            | 2001 | Davilex Games                                    |
| Toki Tori                                 | Game Boy Color                                                                                     | 2001 | Two Tribes                                       |
| Worms World Party                         | Game Boy Advance                                                                                   | 2001 | Two Tribes                                       |
| Tiny Toon Adventures: Dizzy's Candy Quest | Game Boy Color                                                                                     | 2001 | Lost Boys Games                                  |
| Keep the Balance                          | Game Boy Color                                                                                     | 2001 | Karma Studios                                    |
| Europe Racer                              | Windows                                                                                            | 2001 | Davilex Games                                    |
| A2 Racer IV The Cop's Revenge             | Windows                                                                                            | 2001 | Davilex Games                                    |
| Euro-Man                                  | Windows                                                                                            | 2001 | Engine Software                                  |
| Charlie II                                | Windows                                                                                            | 2002 | Wiering Software                                 |
| Age of Wonders 2: The Wizard's Throne     | Windows                                                                                            | 2002 | Triumph Studios                                  |
| Invader                                   | Game Boy Advance                                                                                   | 2002 | Lost Boys Games                                  |
| Black Belt Challenge                      | Game Boy Advance                                                                                   | 2002 | Lost Boys Games                                  |
| Suske & Wiske De Tijdtemmers              | Game Boy Color                                                                                     | 2002 | Witan Entertainment                              |
| Knight Rider: The Game                    | Windows, PlayStation 2                                                                             | 2002 | Davilex Games                                    |
| Rocky                                     | Game Boy Advance                                                                                   | 2002 |                                                  |
| Miniconomy                                | Windows                                                                                            | 2002 | Trade Games International                        |
| Yin Hung                                  | Symbian                                                                                            | 2003 | Team Hoi / Overloaded                            |
| Age of Wonders: Shadow Magic              | Windows                                                                                            | 2003 | Triumph Studios                                  |
| Beach King stunt Racer                    | Windows, PlayStation 2                                                                             | 2003 | Davilex Games                                    |
| Coronel Indoor Kartracing                 | Windows                                                                                            | 2003 | Engine Software                                  |
| Fantom Overdrive                          | Symbian                                                                                            | 2003 | Overloaded                                       |
| Road Rage 3                               | PlayStation 2                                                                                      | 2003 | Phoenix Games                                    |
| Olaf & Elmar in the Castles of Nabokos    | Windows                                                                                            | 2004 | Wiering Software                                 |
| Downforce                                 | Game Boy Advance                                                                                   | 2004 | Karma Studios                                    |
| Knight Rider 2: The Game                  | PlayStation 2, Windows                                                                             | 2004 | Davilex Games                                    |
| Killzone                                  | PlayStation 2                                                                                      | 2004 | Guerrilla Games                                  |
| Alpha Black Zero Intrepid Protocol        | Windows                                                                                            | 2004 | Khaeon                                           |
| Cyclone Circus                            | PlayStation 2                                                                                      | 2004 | Playlogic Entertainment                          |
| Shellshock: Nam '67                       | Windows, PlayStation 2, Xbox                                                                       | 2004 | Guerrilla Games                                  |
| Wade Hixton's Counter Punch               | Game Boy Advance                                                                                   | 2004 | Engine Software                                  |
| ATV Mud Racer                             | Windows                                                                                            | 2005 | Team6 Game Studios                               |
| London Racer Destruction/Police Madness   | Windows, PlayStation 2                                                                             | 2005 | Davilex Games                                    |
| Pizza Dude                                | Windows                                                                                            | 2005 | Team6 Game Studios                               |
| Summer games                              | Mobieletelefoon-spel                                                                               | 2005 |                                                  |
| EuroCops                                  | Windows                                                                                            | 2005 | CrazyFoot Gamestudio                             |
| Kruistocht in Spijkerbroek                | Windows                                                                                            | 2006 | Submarine                                        |
| Ship simulator                            | Windows                                                                                            | 2006 | VSTEP                                            |
| Bonk's Return                             | Mobieletelefoon-spel                                                                               | 2006 | Two Tribes                                       |
| Xyanide                                   | Xbox                                                                                               | 2006 | Playlogic Entertainment                          |
| Killzone Liberation                       | PlayStation Portable                                                                               | 2006 | Guerrilla Games                                  |
| Garfield: A Tail of Two Kitties           | Windows, PlayStation 2, Nintendo DS                                                                | 2006 | Two Tribes                                       |
| Delicious                                 | Windows                                                                                            | 2006 | Zylom Studios                                    |
| Overlord                                  | Windows, Xbox 360                                                                                  | 2007 | Triumph Studios                                  |
| My Horse and Me                           | Windows, Wii                                                                                       | 2007 | W!Games                                          |
| Delicious 2                               | Windows                                                                                            | 2007 | Zylom Studios                                    |
| Puzzle Quest: Challenge of the Warlords   | Nintendo DS                                                                                        | 2007 | Engine Software                                  |
| Stateshift                                | PlayStation Portable                                                                               | 2007 | Engine Software                                  |
| Xyanide Resurrection                      | PlayStation Portable                                                                               | 2007 | Playlogic Entertainment                          |
| Worms: Open Warfare 2                     | Nintendo DS                                                                                        | 2007 | Two Tribes                                       |
| Iron Grip: Warlord                        | Windows                                                                                            | 2008 | ISOTX                                            |
| Dragon Hunters                            | Nintendo DS                                                                                        | 2008 | Engine Software                                  |
| Circular Assault                          | iOS                                                                                                | 2008 | NotTheFly                                        |
| The Chronicles of Spellborn               | Windows                                                                                            | 2008 | Spellborn International                          |
| Rubik's Puzzle World                      | Wii                                                                                                | 2008 | Two Tribes                                       |
| Toki Tori                                 | WiiWare                                                                                            | 2008 | Two Tribes                                       |
| Bang Attack                               | WiiWare                                                                                            | 2008 | Engine Software                                  |
| GoPets: Vacation Island                   | Nintendo DS                                                                                        | 2008 | Engine Software                                  |
| Overlord: Raising Hell                    | Windows, Xbox 360, PlayStation 3                                                                   | 2008 | Triumph Studios                                  |
| Delicious: Emily's Tea Garden             | Windows                                                                                            | 2008 | Zylom Studios                                    |
| De Blob                                   | Wii                                                                                                | 2008 | concept by HKU                                   |
| Star Defense                              | iOS                                                                                                | 2008 | Rough Cookie                                     |
| Iron Grip: Lords of War                   | Windows                                                                                            | 2009 | ISOTX                                            |
| Adam's Venture                            | Windows, PlayStation 3                                                                             | 2009 | Vertigo Games                                    |
| Killzone 2                                | PlayStation 3                                                                                      | 2009 | Guerrilla Games                                  |
| Pluk van de Petteflet                     | Nintendo DS                                                                                        | 2009 | Triangle Studios                                 |
| Sunshine Beach Volleyball                 | Windows                                                                                            | 2009 |                                                  |
| Snakeworlds                               | Windows                                                                                            | 2009 | Patrick Kooman                                   |
| Mega Mindy                                | Nintendo DS                                                                                        | 2009 | thePharmacy                                      |
| Rush Rush Rally Racing                    | Dreamcast, WiiWare                                                                                 | 2009 | Senile Team                                      |
| Sudoku Ball Detective                     | Windows, Wii, Nintendo DS                                                                          | 2009 | Playlogic Entertainment, White Bear              |
| Heron: Steam Machine                      | WiiWare, iOS                                                                                       | 2009 | Triangle Studios                                 |
| Delicious: Emily's Taste of Fame          | Windows                                                                                            | 2009 | Zylom Studios                                    |
| Swords & Soldiers                         | WiiWare                                                                                            | 2009 | Ronimo Games                                     |
| Overlord II                               | Windows, Xbox 360, PlayStation 3                                                                   | 2009 | Triumph Studios                                  |
| Rocket Riot                               | Xbox Live Arcade                                                                                   | 2009 | Codeglue                                         |
| Campfire Legends - The Hookman            | Windows                                                                                            | 2009 | Zylom Studios                                    |
| Fairytale Fights                          | Microsoft Windows, PlayStation 3, Xbox 360                                                         | 2009 | Playlogic Entertainment                          |
| Clockwise                                 | Windows, macOS                                                                                     | 2010 | Banzai Programming                               |
| Quest Braintainment                       | Nintendo DS                                                                                        | 2010 | thePharmacy                                      |
| Het Huis Anubis - De donkere Strijd       | Nintendo DS                                                                                        | 2010 | thePharmacy, Engine Software                     |
| CatSpin                                   | iOS                                                                                                | 2010 | Phure Studios                                    |
| Chefs Attack                              | iOS                                                                                                | 2010 | Phure Studios                                    |
| Dinner Date                               | Windows                                                                                            | 2010 | Stout Games                                      |
| Jimmy Pataya                              | iOS, Android                                                                                       | 2010 | Paladin Studios                                  |
| Pulse: The Game                           | iOS                                                                                                | 2010 | Virtual Fairground, Rough Cookie                 |
| Greed Corp                                | PlayStation Network, Xbox Live Arcade, Steam                                                       | 2010 | W!Games                                          |
| Club Galactik                             | Online game                                                                                        | 2010 | Virtual Fairground                               |
| HoopWorld BasketBrawl                     | Wii, WiiWare                                                                                       | 2010 | Streamline Studios, Virtual Toys                 |
| Super Crate Box                           | Steam, iOS                                                                                         | 2010 | Vlambeer                                         |
| Iron Grip: Marauders                      | Windows                                                                                            | 2011 | ISOTX                                            |
| Serious Sam: The Random Encounter         | Windows                                                                                            | 2011 | Vlambeer                                         |
| Nuclear Dawn                              | Windows, macOS                                                                                     | 2011 | InterWave Studios                                |
| Proun                                     | Windows                                                                                            | 2011 | Joost van Dongen                                 |
| K3 en de Vrolijke Noten                   | Nintendo DS                                                                                        | 2011 | thePharmacy, Engine Software                     |
| Banana Banzai                             | iOS                                                                                                | 2011 | DarXabre                                         |
| Killzone 3                                | PlayStation 3                                                                                      | 2011 | Guerrilla Games                                  |
| Swap This!                                | iOS                                                                                                | 2011 | Two Tribes                                       |
| Gatling Gears                             | PlayStation Network, Xbox Live Arcade, Steam                                                       | 2011 | Vanguard Entertainment                           |
| Monster Tracker                           | Android, iOS                                                                                       | 2011 | Rough Cookie                                     |
| Sticky                                    | iOS                                                                                                | 2011 | Gamistry                                         |
| Fingle                                    | iPad                                                                                               | 2012 | Game Oven                                        |
| Folded Flyer                              | iOS                                                                                                | 2012 | Gazingi (Formerly Infinity Lane)                 |
| Kids vs Goblins                           | iOS                                                                                                | 2012 | Stolen Couch Games                               |
| EnerCities                                | Facebook, Online game                                                                              | 2012 | Paladin Studios                                  |
| DancePad                                  | iOS                                                                                                | 2012 | Triangle Studios                                 |
| Final Run                                 | iOS                                                                                                | 2012 | Rotor Games                                      |
| Snake '97                                 | iOS, Android, Windows Phone                                                                        | 2012 | Willem L. Middelkoop                             |
| Snake 2k                                  | iOS, Android, Windows Phone                                                                        | 2012 | Willem L. Middelkoop                             |
| Munch Time                                | iOS, Android                                                                                       | 2012 | Gamistry                                         |
| Scrap Tank                                | iOS, Android                                                                                       | 2012 | Gamistry                                         |
| Awesomenauts                              | PlayStation Network, Xbox Live Arcade, Steam                                                       | 2012 | Ronimo Games                                     |
| Cargo Commander                           | Windows, macOS, Linux                                                                              | 2012 | Serious Brew                                     |
| Aviation Empire;;                         | iOS, Android                                                                                       | 2013 | KLM                                              |
| EDGE                                      | Wii U eShop, Steam, Nintendo 3DS                                                                   | 2013 | Two Tribes                                       |
| Momonga Pinball Adventures                | iOS, Android                                                                                       | 2013 | Paladin Studios                                  |
| Ridiculous Fishing                        | iOS                                                                                                | 2013 | Vlambeer                                         |
| Terraria                                  | Xbox Live Arcade, PlayStation 3 (PSN), PlayStation Vita (PSN)                                      | 2013 | Engine Software                                  |
| Toki Tori 2                               | Wii U eShop, Steam                                                                                 | 2013 | Two Tribes                                       |
| Reus                                      | Windows                                                                                            | 2013 | Abbey Games                                      |
| Halo: Spartan Assault                     | Windows 8, Windows Phone 8, Xbox 360, Xbox One                                                     | 2013 | Vanguard Games                                   |
| Ibb en Obb                                | PlayStation 3 (PSN)                                                                                | 2013 | Sparpweed                                        |
| Killzone: Shadow Fall                     | PlayStation 4                                                                                      | 2013 | Guerrilla Games                                  |
| Gold Diggers                              | iOS, Android                                                                                       | 2013 | Gamistry                                         |
| Luftrausers                               | Windows, macOS, Linux, PlayStation 3 (PSN), PlayStation Vita (PSN)                                 | 2014 | Vlambeer                                         |
| Age of Wonders III                        | Windows                                                                                            | 2014 | Triumph Studios                                  |
| Bounden                                   | iOS, Android                                                                                       | 2014 | Game Oven, Dutch National Ballet                 |
| Metrico                                   | PlayStation Vita (PSN)                                                                             | 2014 | Digital Dreams                                   |
| Sumico                                    | iOS, Android                                                                                       | 2014 | Ludomotion                                       |
| Lethal League                             | Steam                                                                                              | 2014 | Reptile Games                                    |
| Halo: Spartan Strike                      | Steam, Windows, Windows Phone                                                                      | 2014 | Vanguard Games                                   |
| Proun+                                    | Wii U eShop, iOS                                                                                   | 2014 | Engine Software                                  |
| Swords & Soldiers II                      | Wii U eShop                                                                                        | 2014 | Ronimo Games                                     |
| Lumini                                    | Windows                                                                                            | 2015 | Speelbaars                                       |
| Castaway Paradise                         | Steam, PlayStation 4, Xbox One                                                                     | 2015 | Stolen Couch Games                               |
| RIVE                                      | Wii U eShop, Steam, PlayStation 4 (PSN), Xbox One (XBLA)                                           | 2015 | Two Tribes                                       |
| Verdun                                    | Steam, Xbox One, PlayStation 4                                                                     | 2015 | M2H & Blackmill Games                            |
| Westerado: Double Barreled                | Windows, Xbox One                                                                                  | 2015 | Ostrich Banditos                                 |
| Nuclear Throne                            | Windows, PlayStation 4 (PSN), PlayStation Vita (PSN), Xbox One (XBLA)                              | 2015 | Vlambeer                                         |
| The Flock                                 | Steam                                                                                              | 2015 | Vogelsap                                         |
| Fru                                       | Xbox One                                                                                           | 2015 | Through Games                                    |
| Cross of the Dutchman                     | Xbox Live Arcade, Windows, PlayStation 3 (PSN)                                                     | 2015 | Triangle Studios                                 |
| Convoy                                    | Windows, OS X, Linux                                                                               | 2015 | Convoy Games                                     |
| SpeedRunners                              | Windows, Steam                                                                                     | 2016 | DoubleDutch Games                                |
| Tricky Towers                             | Steam, Xbox One, PlayStation 4, Nintendo Switch                                                    | 2016 | WeirdBeard Games                                 |
| Fragments of Him                          | Windows, Xbox One, PlayStation 4                                                                   | 2016 | Sassybot                                         |
| Arizona Sunshine                          | HTC Vive, Steam, PlayStation VR                                                                    | 2016 | Vertigo Games                                    |
| Monster Jam: Crush It!                    | Xbox One, PlayStation VR, Nintendo Switch                                                          | 2016 | Team6 Game Studios                               |
| We Were Here                              | Steam                                                                                              | 2017 | Total Mayhem Games                               |
| Horizon Zero Dawn                         | PlayStation 4                                                                                      | 2017 | Guerrilla Games                                  |
| Tannenberg                                | Steam                                                                                              | 2017 | M2H & Blackmill Games                            |
| Lily                                      | Android                                                                                            | 2017 | Charlotte Madelon                                |
| Herald: An Interactive Period Drama       | Steam                                                                                              | 2017 | Wispfire                                         |
| Deliver Us The Moon                       | Windows, macOS, PlayStation 4, PlayStation 5, Xbox One, Xbox Series, Nintendo Switch               | 2018 | KeokeN Interactive                               |
| Lethal League Blaze                       | Xbox One, PlayStation 4, Nintendo Switch                                                           | 2018 | Team Reptile                                     |
| We Were Here Too                          | Steam                                                                                              | 2018 | Total Mayhem Games                               |
| Swords and Soldiers 2 Shawarmageddon      | Steam, PlayStation 4 (PSN), Nintendo Switch                                                        | 2018 | Ronimo Games                                     |
| Audio Infection                           | Steam                                                                                              | 2018 | RaafOritme                                       |
| Descenders                                | Pc, Xbox One, Xbox Series, PlayStation 4, Nintendo Switch, Android en iOS                          | 2019 | RageSquid                                        |
| Disc Room                                 | Windows, Mac, Linux, Nintendo Switch                                                               | 2020 | Jan Willem Nijman, Kitty Calis en Terri Vellmann |
| The Falconeer                             | Windows, Xbox One, Xbox Series, Amazon Luna, PlayStation 4, PlayStation 5, Nintendo Switch, Stadia | 2020 | Tomas Sala                                       |
| Good Job!                                 | Nintendo Switch                                                                                    | 2020 | Paladin Studios                                  |
| Kunai                                     | Windows, Nintendo Switch                                                                           | 2020 | TurtleBlaze                                      |
| Mighty Goose                              | Windows, macOS, Linux, PlayStation 4, PlayStation 5, Nintendo Switch, Xbox One, Xbox Series X/S    | 2021 | Blastmode, Richard Lems                          |
| Horizon Forbidden West                    | PlayStation 4, PlayStation 5                                                                       | 2022 | Guerrilla Games                                  |
| RTX Sweeper                               | Steam                                                                                              | 2022 | RaafOritme                                       |
| Please, Touch the Artwork                 | Steam, iOs, Android                                                                                | 2022 | Studio Waterzooi                                 |
| Bomb Rush Cyberfunk                       | Windows, Nintendo Switch, PlayStation 4, PlayStation 5, Xbox One, Xbox Series                      | 2023 | Team Reptile                                     |
| King of the Bridge                        | Steam                                                                                              | 2024 | Finn Schuuring                                   |
| Schim                                     | Nintendo Switch, PlayStation 4, PlayStation 5, Xbox One, Xbox Series, Windows                      | 2024 | Ewoud van der Werf, Extra Nice                   |
| Tiny Terry's Turbo Trip                   | Windows                                                                                            | 2024 | Snekflat                                         |